# Nicholas Nixon
Nicholas Nixon (27. října 1947 Detroit, Michigan) je americký portrétní fotograf a lektor.

## Životopis
Jeho fotografie byly mimo jiné vystaveny v Muzeu moderního umění a v Národní galerii umění .
Byl jedním z účastníků výstavy New Topographics (Nová topografie).
Jedním z jeho nejznámějších děl je jeho série 40 portrétů čtyř sester Brownových, vyrobených ve čtyřech desítkách po sobě jdoucích letech .

## Publikace
- Photographs From One Year (1983)
- Pictures of People (1988)
- People With AIDS (with Bebe Nixon) (1991)
- School (1998)
- The Brown Sisters (2002)
- Nicholas Nixon Photographs (2003)
- Home (2005)
- Live Love Look Last (2009)
- Close Far (2013)
- Forty Portraits in Forty Years (2014)
- Une infime distance, Paříž, Atelier EXB / Château d’Eau, 2021, 156 s. (ISBN 978-2365112956)

## Výstavy
Neúplný seznam:
- Une tiny distance, Galerie du Château d'eau, Toulouse, 3. listopadu 2021 - 16. ledna 2022 [1][2]